# Abécédaire de Zayit

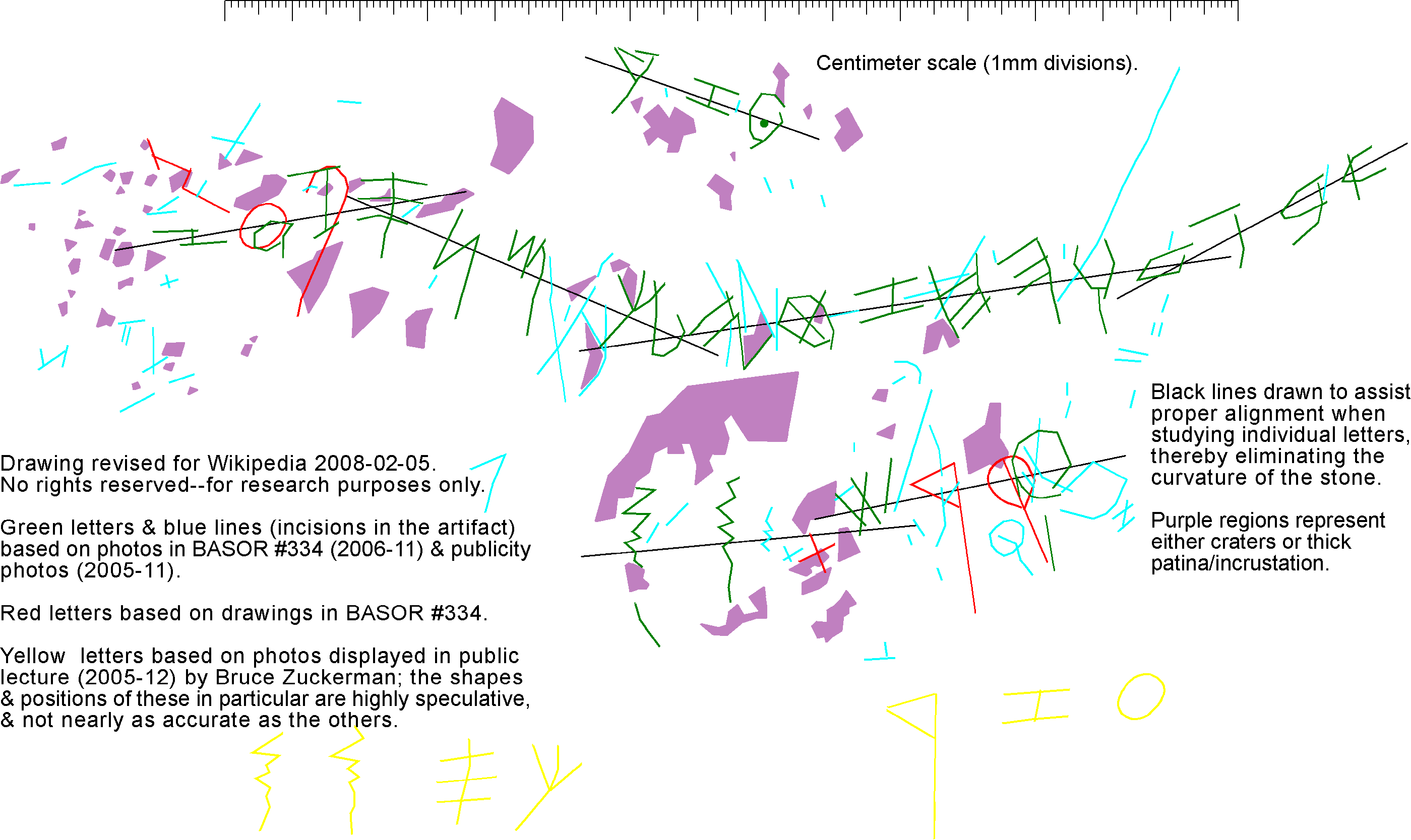
abécédaire de Zayit

L'abécédaire de Zayit est une pierre portant ce qui ressemble à un abécédaire de l'alphabet paléo-hébraïque. Cette pierre de Zayit (Zayit Stone en anglais) fut découverte en juillet 2005 par l'archéologue Ron Tappy à Tel Zayit, dans la vallée de Bet Guvrin au sud-ouest d'Israël, à environ 50 km de Jérusalem, dans ce qui était à l'époque le sud du royaume de Juda, en Israël. 

## Description
Ce qui ressemble à un abécédaire de l'hébreu biblique contient dix-huit lettres gravées sur la première ligne, au moins deux sur la seconde et deux symboles. On y trouve aussi des restes d'autres inscriptions, au moins trois mots et deux autres symboles. La forme des lettres semble plus archaïque que celle des lettres du calendrier de Gezer, et selon l'épigraphie, elle remonte elle aussi au Xe siècle av. J.-C.
Un côté de la pierre porte l'abécédaire ou l'alphabet qui s'étend sur deux lignes :
ילכמנספעצwאבגדוהחזט

               || ק ש
Le «w» entre Têt et Yod peut être un Mem non finalisé, un Shin mal placé ou un gribouillis.
Le côté face de cette inscription comporte une dépression en forme de bol. Par ailleurs, la pierre porte aussi des inscriptions, "Aide / guerrier" (עזר) et "bol/trône" (כס).

## Circonstances de la découverte
Les fouilles sous la direction de R. E. Tappy ont été menées à Tel Zayit au cours des années 1999-2001, 2005 et 2007. Un bénévole, Dan Rypma, a découvert la pierre le 15 juillet 2005.

## Significations
L’inscription a été découverte in-situ dans ce qui semble être une utilisation secondaire mais un contexte primaire (c’est-à-dire ici plutôt une pierre de construction qu'un débris abandonné en surface). Il s'agit de l’un des plus anciens exemples datables d’un alphabet trouvés en Syrie-Palestine. Plusieurs conclusions peuvent en être tirées :
- Le contexte de la découverte est une couche causée par un incendie que les fouilleurs ont daté du Xe siècle av. J.-C. Avant cette découverte, on tendait à penser que les habitants de la région étaient illettrés à cette époque, et qu'ils n'ont pas pu enregistrer des événements tels que ceux mentionnés dans la Bible, même si l'inscription à elle seule n’implique rien quant à la véracité de la Bible.

- Elle ne met pas seulement en évidence l'existence d'une écriture alphabétique - un simple graffiti - mais aussi celle d'un ordonnancement des lettres. Quatre paires de lettres sont toutefois permutées par rapport à l'ordre alphabétique moderne, et éventuellement deux autres lettres omises ou abandonnées, indications qui renseignent négativement sur le niveau de compétence du scribe.

- Le site se trouve dans une région non centrale du gouvernement monarchique israélite (Jérusalem), ce qui suggère que si les habitants de cette communauté agricole savaient écrire, a fortiori les citadins proches du gouvernement central en étaient également capables. Ceci ne prouve cependant pas que la culture locale ait été de nature israélite.

- Son emplacement dans un mur et le contenu de son inscription (« aide/guerrier » et « boule/trône ») peut faire penser à une croyance en un pouvoir magique ou apotropaïque des lettres, qui protègeraient des esprits démoniaques. Bien qu'elle fût probablement en réemploi dans le mur où elle était illisible, elle a également pu y être placée rituellement lors de la construction du mur.

Lors d'une présentation faite à la SBL (Society of Biblical Literature) en novembre 2005, Ron Tappy défendit l’idée que la pierre (le côté recto du bloc) avait d'abord servi de broyeur pour piler de l'herbe ou pour toute utilisation semblable. Le même jour, P. Kyle McCarter, épigraphiste attaché aux fouilles du Tel Zeitah, définit l’inscription comme un abécédaire, expliquant même que la forme des lettres suggérait une filiation entre l’alphabet du sud de Canaan et le phénicien. Il ajouta durant la discussion que l’inscription (qu'il avait auparavant attribuée à un bon scribe) était plutôt un exercice pratique (il la trouvait désormais quelque peu maladroite). Tappy estima peu probable que la pierre ait pu être gravée après son insertion dans le mur. 
L’intérêt principal de cette découverte est qu'elle documente un stade très précoce de l'évolution des alphabets du Levant sud et de la forme des lettres. L’âge du support n'est pas certain - le niveau de destruction n'indique que l'âge du mur - et on ignore si l'inscription est plus ancienne. McCarter remarque d’autre part que la forme des lettres est comparable à celles du Calendrier de Gezer, et estime qu'elle doit dater du début ou du milieu du XIe siècle.